# 비비안 (기업)
주식회사 비비안(Vivien Co.,Ltd.)은 대한민국의 속옷류 전문 업체이다. 대표 브랜드로는 비비안, BBM, 마터니티, 젠토프, 수비비안, 드로르, 로즈버드, 판도라 등이 있다.

## 연혁
- 1957년 6월: 남영염직으로 설립
- 1958년: 남영염직, 대한민국 최초의 스타킹 무궁화 생산 개시
- 1961년 8월: 남영염직 영등포공장 준공
- 1961년 8월: 남영염직, 본사를 영등포구 문래동5가로 이전
- 1962년 8월: 남영염직, 대통령 표창 수훈
- 1963년 4월: 남영염직, 대한민국 최초의 팬티스타킹 생산 개시
- 1964년 9월: 상호명을 남영염직에서 남영나이론으로 변경
- 1965년 10월: 남영나이론, 브래지어 생산 개시
- 1973년 2월: 남영나이론, 판도라(Pandora) 브랜드 런칭
- 1973년 11월: 남영산업, 수출의 날 산업포장 수훈
- 1973년 12월: 남영나이론, 비비안(Vivien) 브랜드 런칭
- 1973년 12월: 남영나이론 천안공장 준공
- 1975년 3월: 남영산업, 상공의 날 대통령 표창 수훈
- 1976년 7월: 남영나이론, 기업 공개 및 주식 상장
- 1976년 8월: 남영장학회 설립
- 1976년 9월: 남영산업 천안공장 준공
- 1980년 3월: 남영산업, 상공의 날 동탑 산업훈장 수훈
- 1983년 6월: 남영나이론, 대한민국 최초의 고탄력 스타킹 생산 개시
- 1985년 3월: 남영산업, 상공의 날 은탑 산업훈장 수훈
- 1986년 3월: 남영산업, 조세의 날 재무부 장관 표창 수훈
- 1987년 7월: 남영나이론 광주사옥 준공
- 1988년 6월: 남영나이론 대구사옥 준공
- 1988년 8월: 남영나이론 대전사옥 준공
- 1989년 3월: 인도네시아 법인 설립
- 1989년 6월: 프랑스 쌍뚜르 브래지어용 소프트 와이어 공급
- 1992년 2월: 중국 칭다오 법인 설립
- 1992년 3월: 남영산업, 조세의 날 재무부 장관 표창 수훈
- 1992년 3월: 남영산업, 상공의 날 금탑 산업훈장 수훈
- 1992년 10월: 남영나이론 직산공장 준공
- 1995년 8월: 상호명을 남영나이론에서 남영비비안으로 변경
- 1996년 3월: 남영비비안, 소노르(Sonore) 브랜드 런칭
- 1996년 8월: 상호명을 남영비비안에서 비비안으로 변경
- 1996년 12월: 비비안 서울 용산구 서빙고동 본사 신사옥 준공
- 1997년 1월: 비비안, 드로르(De L'or) 브랜드 런칭
- 1997년 8월: 비비안, 임프레션(Impression) 브랜드 런칭
- 1997년 9월: 비비안, BBM(Best Body Make Collection) 브랜드 런칭
- 1998년 7월: 비비안 화성물류센터 준공
- 1998년 8월: 비비안 마터니티(Maternity) 브랜드 런칭
- 1999년 7월: 비비안, 로즈버드(Rosebud) 브랜드 런칭
- 2000년 9월: 비비안, 홈페이지 개설
- 2000년 10월: 비비안 부산 사옥 준공
- 2001년 4월: 비비안 화성물류센터 자동화시스템 가동
- 2002년 12월: 비비안, 대한상공회의소 한국유통대상 전문점부문 금상 수상
- 2003년 6월: 비비안, 업계 최초로 수선서비스센터 전국망 구축 (서울, 대구, 광주)
- 2003년 8월: 상호명을 비비안에서 남영L&F로 변경
- 2003년 8월: 남영L&F, 젠토프(Gentoff) 브랜드 런칭
- 2003년 9월: 남영L&F, 산업자원부 브랜드 가치평가 여성 언더웨어 부문 1위 선정
- 2005년 5월: 남영L&F, 천안공장, 직산공장 제조 활동 중단
- 2005년 8월: 남영 50년사 발간
- 2005년 11월: 남영L&F, 산업자원부 브랜드 가치평가 여성 언더웨어 부문 1위 선정
- 2006년 10월: 남영L&F, 온라인 쇼핑몰 비비안이숍(vivieneshop) 오픈
- 2007년 11월: 남영L&F, 산업자원부 브랜드 가치평가 여성 언더웨어 부문 1위 선정
- 2008년 2월: 남영L&F, 스타킹공장 생산 활동 중단
- 2009년 3월: 상호명을 남영L&F에서 남영비비안으로 변경
- 2011년 12월: 남영비비안, 지식경제부 브랜드 가치평가 여성 언더웨어 부문 1위 선정
- 2013년 12월: 소비자 중심 경영(CCM) 우수 기업 인증 획득,  (주)더존씨엠에 천안공장을  매각 (390억)
- 2019년 11월: 남영비비안이 쌍방울 계열사인 주식회사 광림에 매각
- 2020년 7월: 상호명을 남영비비안에서 비비안으로 변경

## 브랜드
- 비비안 (Vivien)
  - 비비안 KF94 마스크 (Vivien KF94 Mask) → (주)쌍방울 익산공장 제조
  - 비비안 쉼 생리대 (Vivien Air Sanitary Napkin)  → (주)보람씨앤에치 제조
- BBM (Best Body Make Collection)
- 마터니티 (Maternity)
- 젠토프 (Gentoff)
- 수비비안 (秀Vivien)
- 드로르 (De L'or)
- 로즈버드 (Rosebud)
- 판도라 (Pandora)
- 소노르 (Sonore)